# Roberto Abbado
Pour les articles homonymes, voir Abbado.
Roberto Abbado (né le 30 décembre 1954 à Milan) est un chef d'orchestre italien. 

## Biographie
Roberto Abbado naît le 30 décembre 1954 à Milan,. Il est le fils du musicien Marcello Abbado et le neveu de Claudio Abbado.
Il étudie au Conservatoire Giuseppe-Verdi de sa ville natale, le piano avec Paolo Bordoni et la composition avec Bruno Bettinelli, puis travaille la direction d'orchestre avec Franco Ferrara à La Fenice et à l'Académie nationale Sainte-Cécile où il devient le premier étudiant de l'Académie à diriger l'Orchestre de l'Académie nationale Sainte-Cécile,. Il dirige son premier opéra Simon Boccanegra à 23 ans.
Comme chef invité, en dehors de l'Italie, Roberto Abbado dirige notamment en Allemagne (à l'Opéra de Munich et au Deutsche Oper Berlin), en France et en Autriche (à l'Opéra de Vienne). À partir de 2005, il travaille régulièrement avec l'Orchestre de chambre de Saint Paul. 
Roberto Abbado est chef permanent de l'Orquesta Filarmónica Municipal de Santiago, au Chili, avant d'être directeur musical de l'Orchestre de la radio de Munich entre 1992 et 1998,. 
De 2015 à 2019, il est directeur musical de l'Orchestre du Palais des Arts Reina-Sofía de Valence. 
Comme chef d'orchestre, Roberto Abbado est le créateur d'œuvres de Niccolò Castiglioni (Les Harmonies, 1996), Lorenzo Ferrero (Charlotte Corday, 1989), Marco Tutino (Pinocchio, opéra, 1985 ; Vite immaginarie, opéra, version de concert, 1989), Fabio Vacchi (Canti d'ombre, 2005 ; Teneke, opéra, 2007) et Charles Wuorinen (Flying to Kahani, 2006), notamment. 
Il est chef principal du Teatro Comunale de Bologne et du Festival Verdi de Parme depuis 2018. 
En 2025, il est nommé directeur artistique de l'Orchestre symphonique national de Corée, pour une durée de trois ans, à partir du 1er janvier 2026.